# Aeropuerto Internacional Presidente Juan Bosch
El Aeropuerto Internacional de Samaná-El Catey (IATA: AZS, OACI: MDCY), cuya terminal se llama  Presidente Juan Bosch (AISA), es un aeropuerto internacional inaugurado el 6 de noviembre de 2006, que sirve a la provincia de Samaná, en la República Dominicana.
El aeropuerto está ubicado cerca de la villa El Catey, de Sánchez (municipio) unos 8 km (kilómetros) al oeste del municipio de Sanchez en la zona montañosa de la Península de Samaná. Los viajes locales tardan unos 30 minutos conduciendo a Las Terrenas, 40 minutos a la capital provincial Santa Bárbara de Samaná, y aproximadamente una hora hasta Las Galeras.
El Aeropuerto Internacional de Samaná recibe vuelos internacionales semanales y temporales provenientes de importantes ciudades de Europa, América del Norte, El Caribe y América del Sur. Permite manejar adecuadamente la salida y entrada de un promedio de 600 pasajeros por hora.

## Aerolíneas y destinos

### Pasajeros
| Aerolíneas       | Destinos                                                                                 |
| ---------------- | ---------------------------------------------------------------------------------------- |
| Air Canada       | Estacional: Montreal–Trudeau                                                             |
| Air Canada Rouge | Estacional: Montreal–Trudeau, Toronto–Pearson                                            |
| Air Transat      | Montreal–Trudeau, Toronto–Pearson Estacional: Quebec                                     |
| WestJet          | Estacional: Montreal-Trudeau, Toronto–Pearson (ambos inician el 11 de diciembre de 2025) |

### Destinos internacionales
Se presta servicio a 3 ciudades extranjeras, a cargo de 4 aerolíneas.
| Ciudades                                               | Nombre del aeropuerto                           | Aerolíneas |
| Norteamérica                                           | Norteamérica                                    | Norteamérica |
| ------------------------------------------------------ | ----------------------------------------------- | --- |
| Canadá (3 destinos [1 estacional], 4 aerolíneas)       |                                                 | |
| Montreal                                               | Aeropuerto Internacional Pierre Elliott Trudeau | Air Canada (Estacional) / Air Canada Rouge (Estacional) / Air Transat / WestJet (Estacional) (inicia el 11 de diciembre de 2025) |
| Quebec                                                 | Aeropuerto Internacional Jean-Lesage de Quebec  | Air Transat (Estacional) |
| Toronto                                                | Aeropuerto Internacional Toronto Pearson        | Air Canada Rouge (Estacional) / Air Transat / WestJet (Estacional) (inicia el 11 de diciembre de 2025)                           |
| Total: 3 destinos (1 estacional), 1 país, 4 aerolíneas |                                                 | |